# ألكاتل-لوسنت
الكاتيل لوسنت (بالفرنسية: Alcatel-Lucent)‏ هي شركة عالمية للاتصالات، ومقرها في باريس، فرنسا. توفر حلول الاتصالات السلكية واللاسلكية لمقدمي الخدمات والشركات والحكومات في جميع أنحاء العالم. وتركز الشركة على الخدمات الثابتة، المتنقلة، وتكنولوجيا بروتوكول الإنترنت، الملكية الفكرية، التقنيات والبرمجيات. ويستفيد من الخبرات التقنية والعلمية من مختبرات بيل، وهي أحد أكبر مراكز الابتكار والبحث والتطوير في صناعة الاتصالات كما تعمل الكاتيل لوسنت في أكثر من 130 بلدا.

## تاريخ
في 31 مايو سنة 1898 أنشأ المهندس الفرنسي بيير آزاريا الشركة العامة للكهرباء (CGE) بهدف محاكاة شركات AEG وسيمنز وجنرال إلكتريك، وفي عام 1925 تم ضم الشركة العامة للكابلات في مدينة ليون إلى CGE، وفي عام 1928 أسست شركة طومسون هوسن بالتعاون مع الساسين للميكانيكا شركة ألسوتوم، وفي عام 1966 قامت CGE بضم شركة الساسين للاتصالات السلكية واللاسلكية إليها، وفي عام 1970 تولي امبروا روس رئاسة الشركة العامة للكهرباء، وظل حتى وفاته في عام 1979 رئيسا شرفيا للشركة، وتولي جيان بيير برونيه رئاسة الشركة في عام1982 ثم خلفه جورج بيبيرو في عام 1984، وفي هذا العام تحولت شركة طومسون للاتصالات إلى الشركة القابضة للاتصالات السلكية واللاسلكية وتم ضمها أيضا إلى مجموعة CGE، وفي عام 1985 تغير اسم السوتوم اتلنتيك إلى ألسوتوم، وفي العام نفسه تم الاندماج بين ألكاتيلCIT وطومسون للاتصالات السلكية واللاسلكية.

### اندماجات وخصخصة
في سنة 1986 تأسست شركة ألكاتيل NV بعد عقد اتفاق مع شركة ITT التي تبيع الخدمات السلكية واللاسلكية الأوروبية لCGE، وأصبح بيير سيورد رئيسا ل CGE والتي اشترت من شركة فراما توم حوالي 40% من حصتها، وأصبحت شركة ليون للكابلات تابعة لشركة ألكاتيل، وفي عام 1987 تمت خصخصة شركة CGE، وظفرت ألسوتوم بالطلب التجاري لتزويد شبكة قطار فائق السرعة في فرنسا اطلنتيك بالأجهزة وبقيادة اتحاد الشركات الفرنسية والبلجيكية والبريطانية التي تشارك في بناء شبكة TGV اطلنتيك، وفي عام 1988 اتحدت ألسوتوم مع شركة جنرال إلكتريك بالمملكة المتحدة.
كما تم تكوين شركة مساهمة تضم نشاطات السوتوم وقسم أنظمة الطاقة بشركة GEC، وفي 1989 تم عقد اتفاقية بين CGE وشركة جنرال إلكتريك لتأسيس GEC ألسوتوم، وقد تغير اسمها فيما بعد إلى سيجيلك، وفي عام 1990 عقد اتفاق CGE فيات، وتولت بموجبه ألكاتيا الإشراف علي تيليترا، وأخذت فيات الحصة الأكبر في CEAC، كما تم عقد اتفاق حول هيكل رأس المال لشركة فراما توم تضم فيه CGE 12 ،44% من حصتها.

### السيطرة على الأسواق
خلال سنة 1991 غيرت الشركة العامة للكهرباء اسمها إلى ألكاتيل ألسوتوم، وفي هذا العام اشترت الشركة مجموعة أنظمة البث من المجموعة الأمريكية روكويل تكنولوجيز، وفي عام 1992 ضمت الشركة AEG Kabel أكبر مصنع للكابلات في ألمانيا وبذلك استطاعت تعزيز وجودها بالمنطقة، وفي عام 1993 استطاعت ضم قسم أنظمة الغواصات STC التابع لشركة نورتل نيتوركس، في عام 1995 ترأس سيرج تشوروك مجلس إدارة شركة ألكاتيل ألسوتوم، وقام بإعادة هيكلة أنظمة الشركة مركزا علي الاتصالات السلكية واللاسلكية، في عام 1998 تغيراسم ألكاتيل ألسوتوم إلى ألكاتيل، وقامت الشركة بضم مؤسسة أمريكان DSC والتي ثبتت أقدامها في السوق الأمريكي، وعند العرض المبدئي لشركة GEC ألسوتوم والتي أصبحت ألسوتوم فقط، استعادت الكاتيل 24% من حصة الشركة التي أعيد تكوينها، وقامت ببيع سيجيلك إلى ألسوتوم، وفي عام 1999 قامت ألكاتيل بضم بعض الشركات الأمريكية مثل زايلان وباكيت إنجين المتخصصة في شبكات وحلول الإنترنت.

### الركود
بعد مرحلة الاندماج بين الأمريكي لوسنت والفرنسي ألكاتل، قرر رئيس المجموعة سيرجي تشوروك والرئيسة التنفيذية بات روسو، قررا الاستقالة، بعد أن وجهت لهما انتقادات لاذعة بسبب نتائج المجموعة المخيبة للآمال منذ عملية الاندماج عام 2006. نتائج تأكدت في الربع الثاني من 2008، حيث خسرت المجموعة 222 مليون يورو. ليكون الربع السادس على التوالي الذي تسجل فيه خسائرا، مما تسبب بانهار سعر أسهم الشركة في البورصة منذ 2006.

## سوق العمل
يتم تنظيم العمل في شركة ألكاتيل من خلال ثلاث مجموعات عمل: مجموعة الاتصالات الثابتة، مجموعة اتصالات الجوال، ومجموعة الاتصالات الخاصة، وشركة ألكاتيل التي تعتبر الرائدة في التحويل الرقمي تمتلك أكبر قاعدة تركيب خطوط في العالم، والتي تمثل 18% من القاعدة العالمية للتركيب، كما أن ألكاتيل هي رقم 1 في تركيب الشبكات المرئية بنسبة 15% من مجموع حصة السوق، وتحتل رقم 2 في تركيب شبكات المناطق الواسعة متعددة الخدمات ممثلة 22% من السوق، وهي رائدة العالم في مجال تقنيات الوصول واسعة النطاق حيث تمثل حصتها 38% من إجمالي السوق، وكذلك من حيث شحن 23 مليون خط خط المشترك الرقمي.

## وصلات خارجية
- Yahoo! - الملف الشخصي لألكاتل على ياهو